# Karwowo, Hạt Łobez
Karwowo [karˈvɔvɔ] (tiếng Đức: Karow) là một ngôi làng thuộc khu hành chính của Gmina obez, thuộc quận Łobez, West Pomeranian Voivodeship, ở phía tây bắc Ba Lan. Nó nằm khoảng 8 kilômét (5 mi)  phía tây bắc của Łobez và 70 km (43 mi) về phía đông bắc của thủ đô khu vực Szczecin.